# Nueva Residencia (Bamberg)
La Nueva Residencia (en alemán: Neue Residenz) es un antiguo edificio palaciego alemán del siglo XVII-XVIII, uno de los mejores edificios barrocos erigidos en la ciudad de Bamberg (Baviera), en la Domplatz, la plaza de la Catedral. Fue la antigua residencia de los príncipes-obispos del Obispado Principesco de Bamberg y hoy alberga la Biblioteca del Estado de Bamberg (Staatsbibliothek Bamberg) y la Galería del Estado (Staatsgalerie Bamberg), una importante pinacoteca. 

## Historia

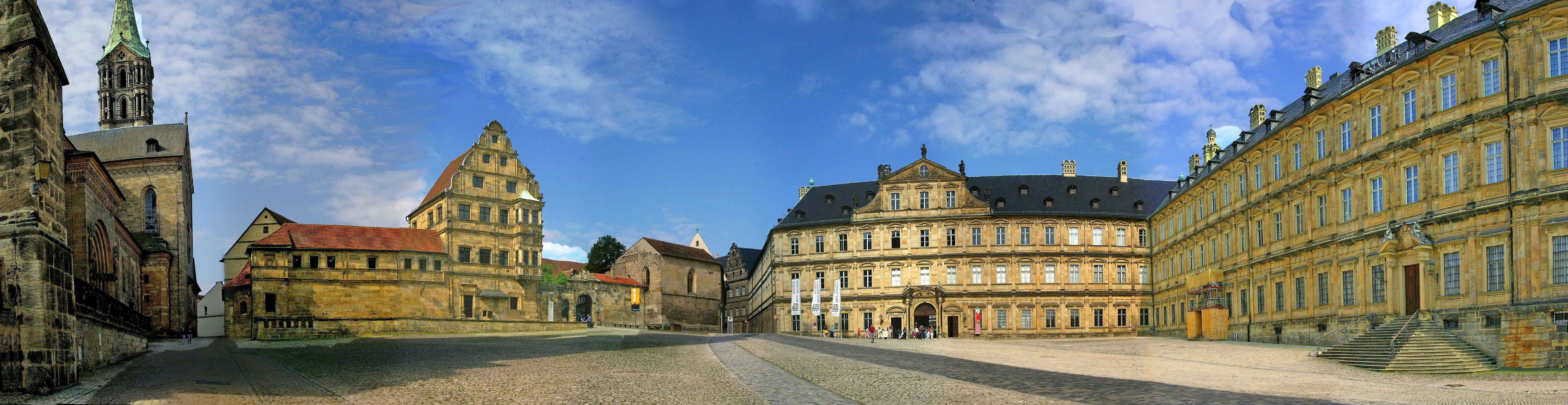
La plaza de la catedral con la catedral, la Antigua Residencia y la Nueva Residencia de Bamberg.

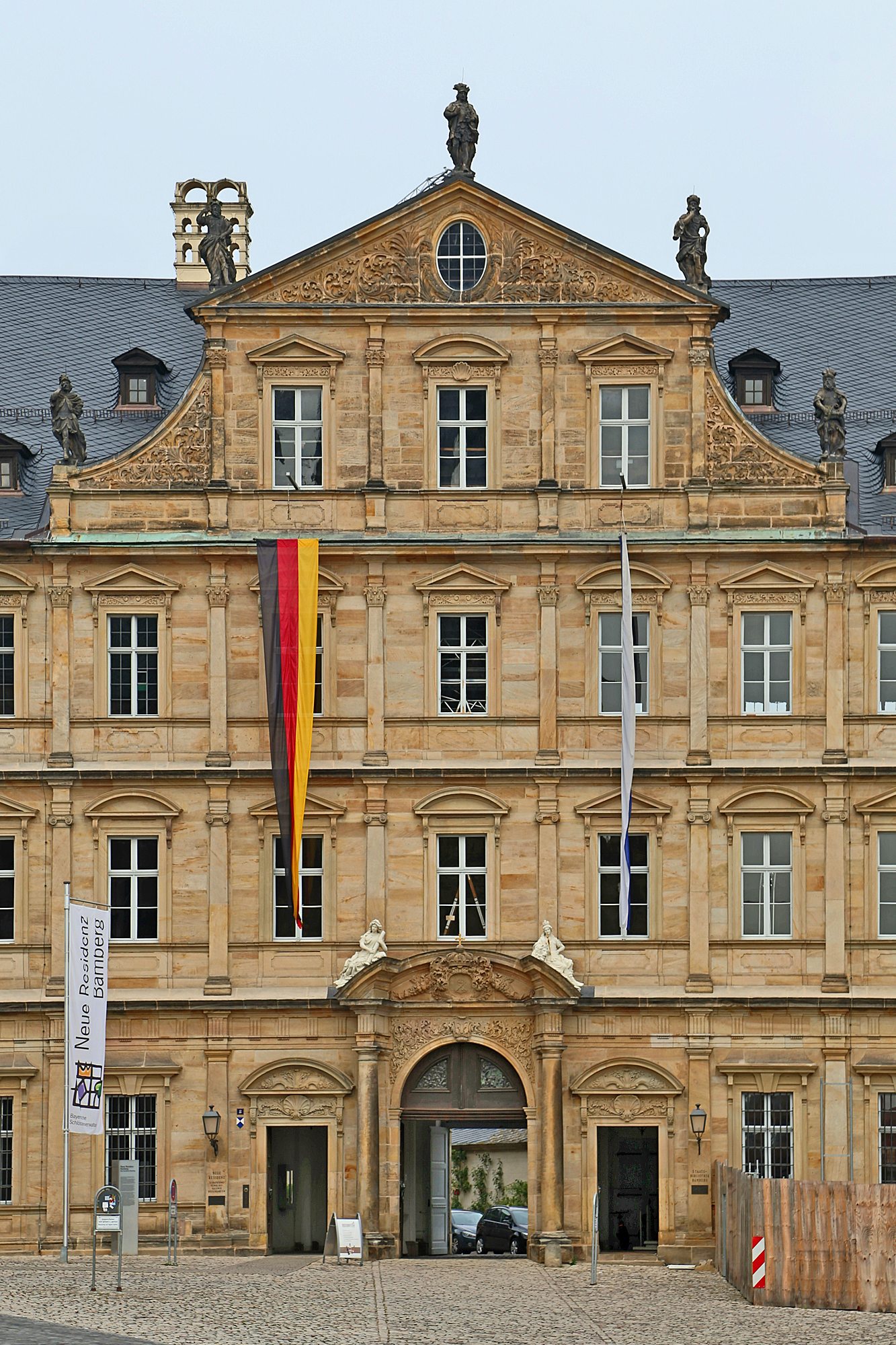
Detalle de la fachada principal

El príncipe-obispo Johann Philipp von Gebsattel decidió en 1602 emprender la construcción de una nueva residencia arzobispal en 1608 con las dos alas renacentistas a lo largo de la Obere Karolinenstraße. En 1697, el ambicioso arzobispo Lothar Franz von Schönborn quiso ampliar significativamente el edificio, avanzando hacia la Domplatz. Le encomendó las obras al arquitecto Leonhard Dientzenhofer, que hizo las otras dos alas en un suntuoso estilo barroco y las terminó en 1703.
Desde 1803 se convirtió en residencia real hasta la conquista napoleónica. De hecho, Napoleón se anexionó Baviera con la batalla de Austerlitz de 1805. En 1809, tras la victoria en la batalla de Wagram, Napoleón nombró Príncipe de Wagram al fiel mariscal Louis-Alexandre Berthier, que recibió entre otras cosas la Nueva Residencia de Bamberg. Con la capitulación de Napoleón, Berthier siguió al rey Luis XVIII de Francia y regresó a Bamberg. Pero después de saber que Napoleón se había fugado de Elba el 1 de junio de 1815, Berthier se arrojó desde una ventana del tercer piso de la Nueva Residencia y murió. Una placa conmemora el evento. 
Tras el golpe de Estado en 1862, el rey Otón I de Grecia (r. 1832-1862) fue expulsado y forzado al exilio con su esposa Amalia de Oldemburgo. Residieron en el palacio, donde Otón I murió en 1867 y su esposa en 1875.
En 1919, se instalaron en el palacio el gobierno del Estado de Baviera, con el ministro-presidente Johannes Hoffmann (SPD), y el Landtag de Baviera, que adoptaron la primera constitución democrática bávara en el Salón de los Espejos.
Está gestionado por la Bayerische Schlösserverwaltung (administración de castillos, jardines y lagos del Estado bávaro).

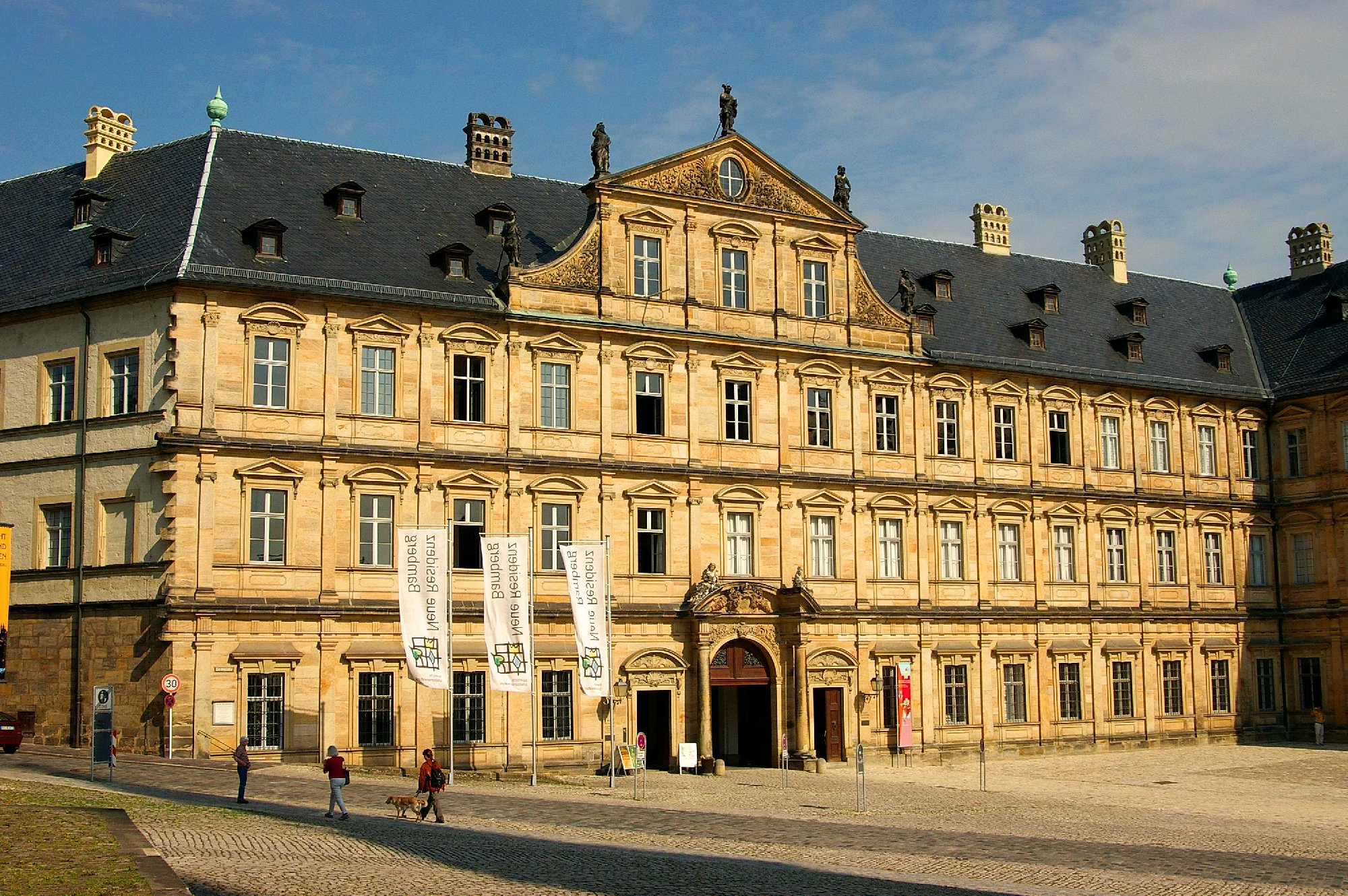
Vista desde la catedral de Bamberg
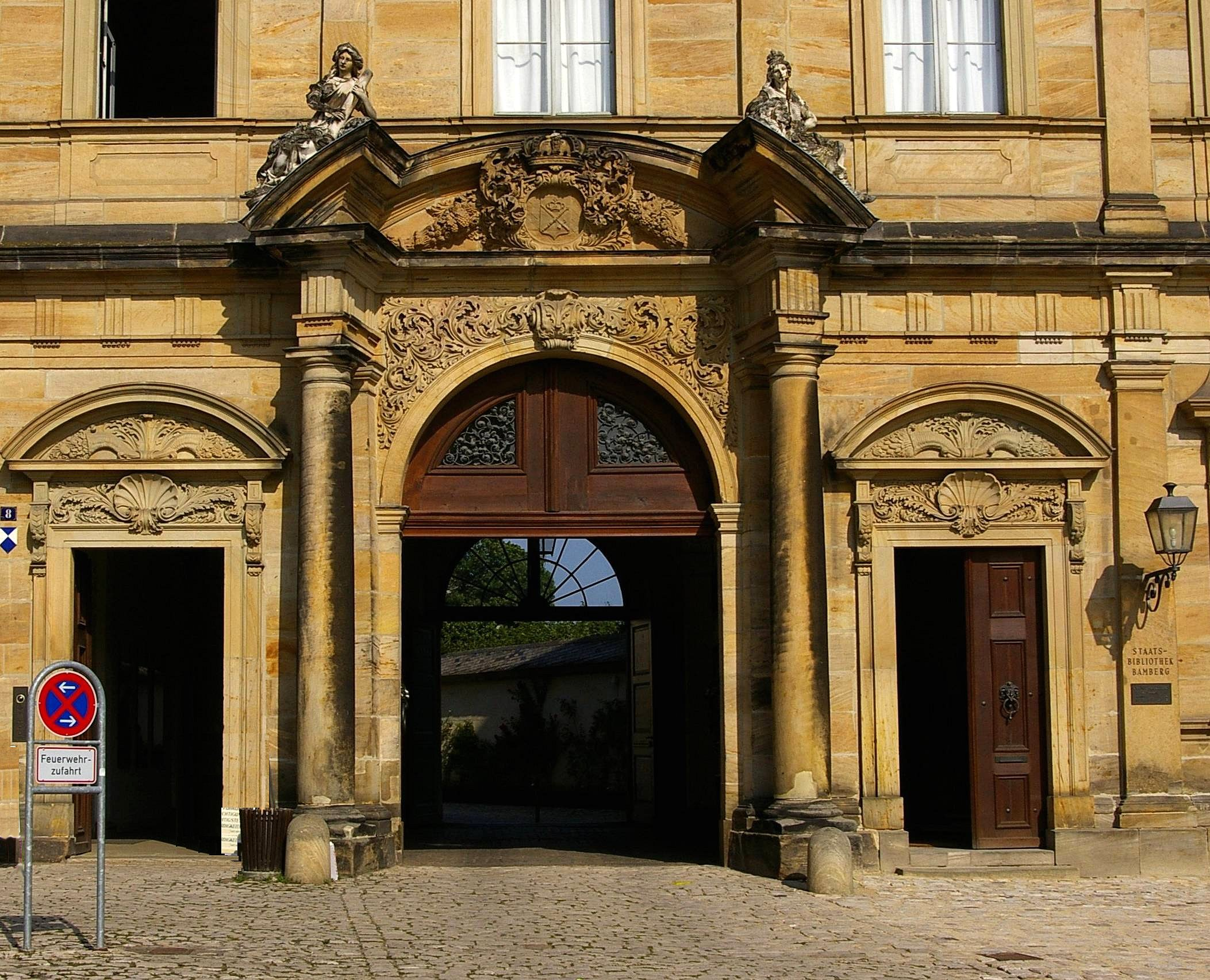
Portal principal
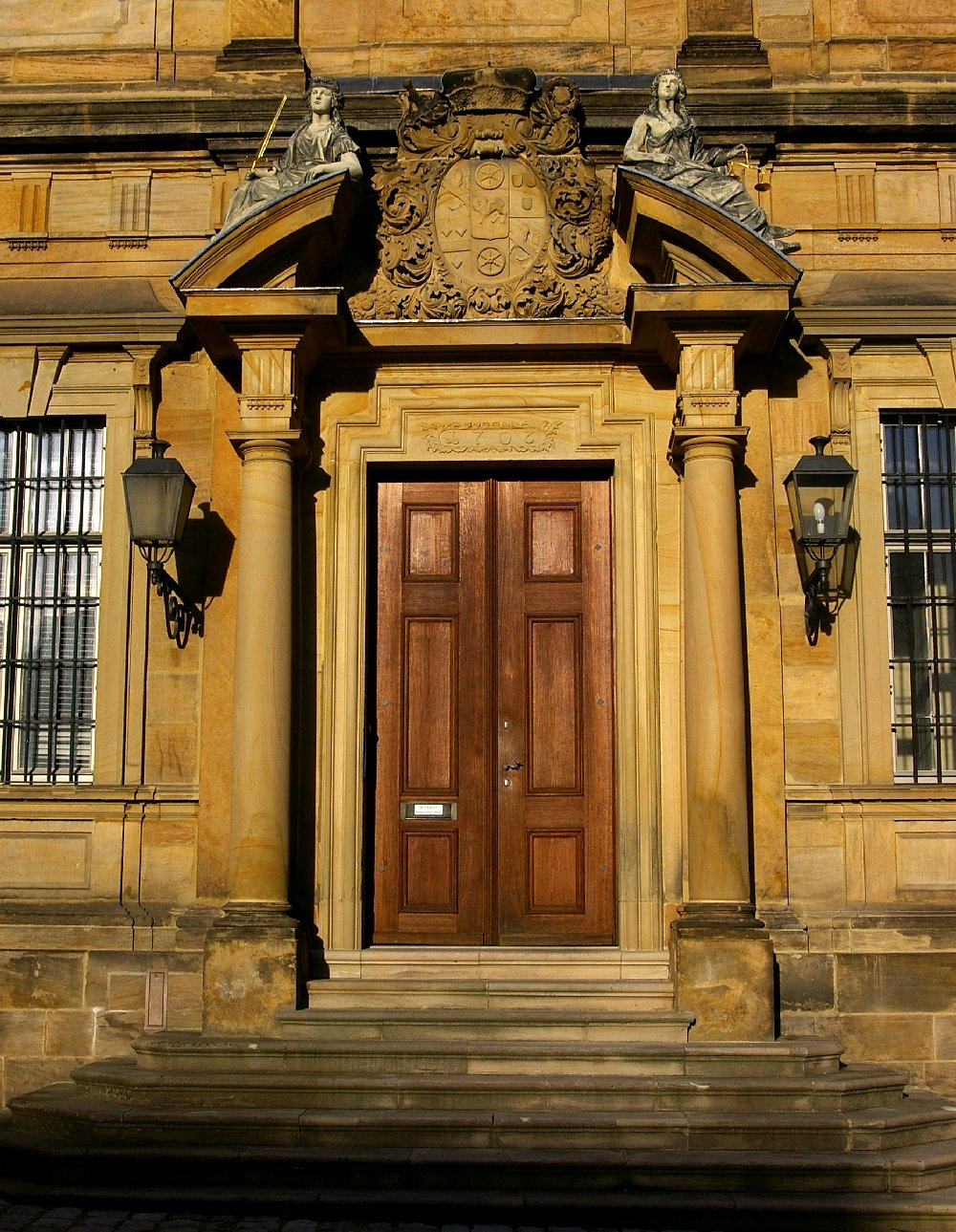
Otro portal
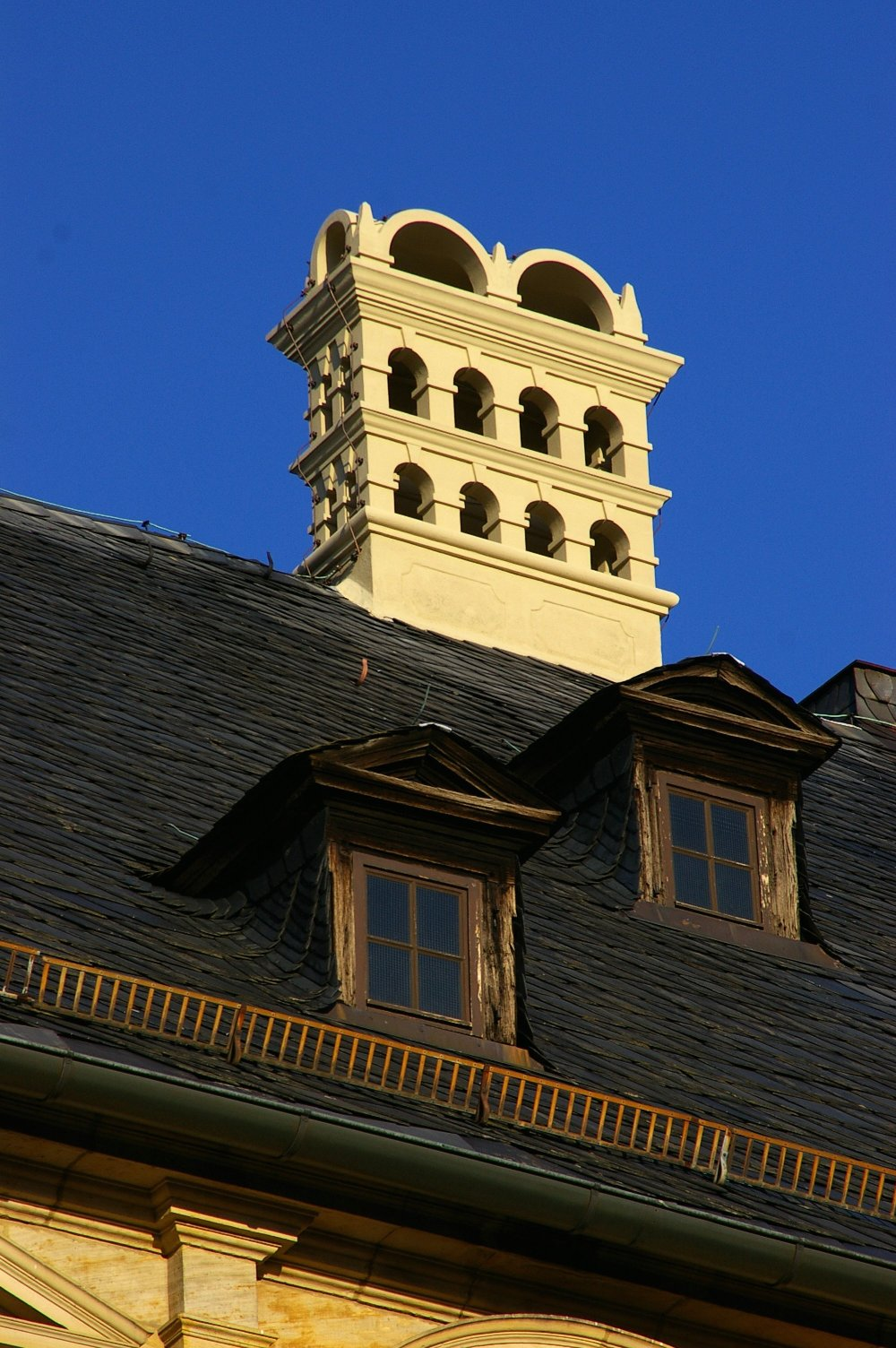
Chimeneas

## Composición actual

### Salas de exposiciones

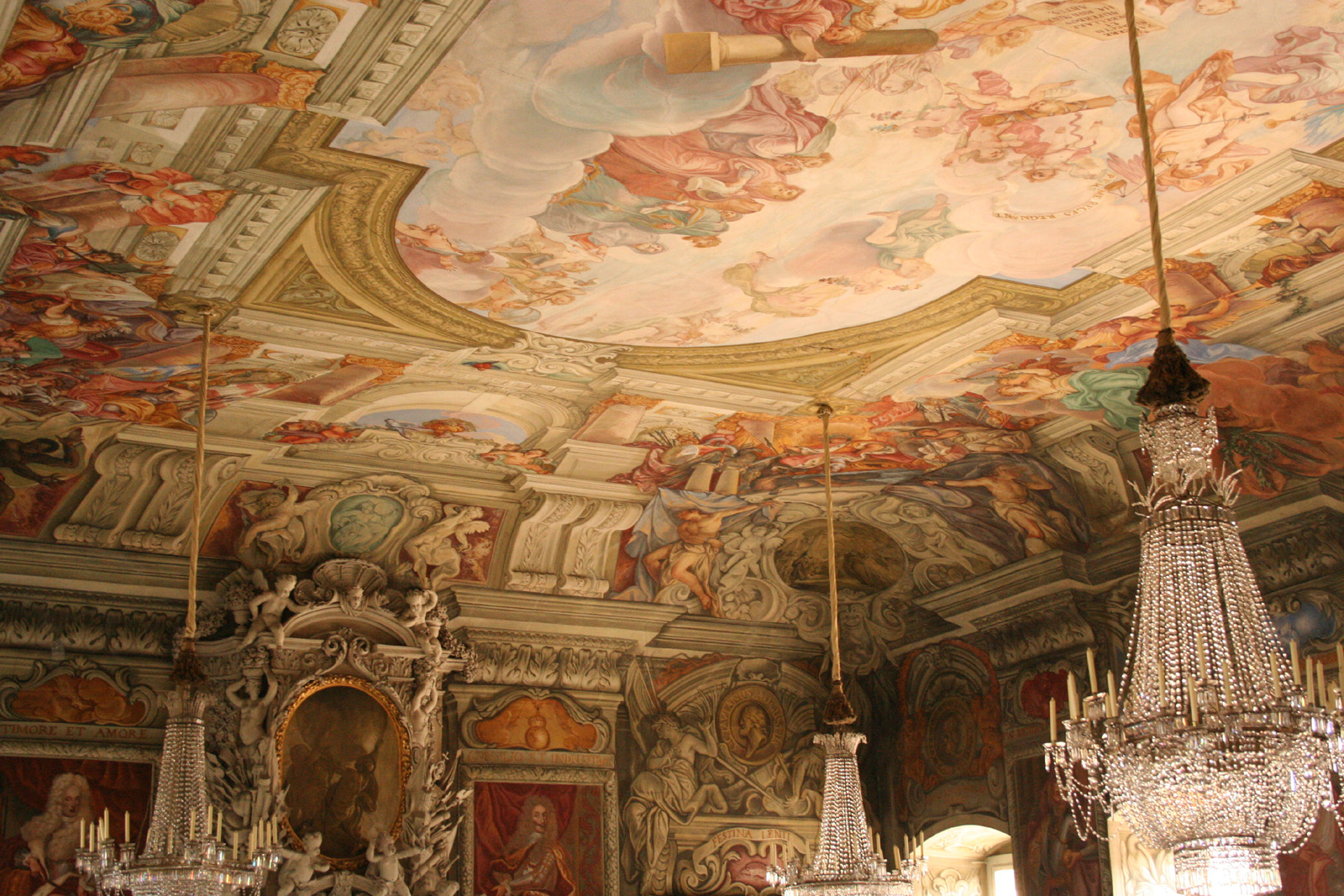
Techo de la Sala imperial (Kaisersaal)

La Nueva Residencia cuenta con una cuarentena de salas de recepción y ceremoniales, como el salón de Mármol (Marmorsaal), la galería de los Espejos (Spiegelgalerie) (con los estucos de Antonio Giuseppe Bossi) y el gran Salón Imperial (Kaisersaal), ubicado en el segundo piso de la sección media, y decorado con pinturas de Melchior Steidl en los muros y el techo que usan el trompe-l'œil, que representan a los emperadores romanos y las civilizaciones antiguas. La suntuosa decoración interior fue realizada en la primera mitad del siglo XVIII por Johann Jakob Vogel y Antonio Giuseppe Boss (estucos) y Melchior Michael Steidl (frescos).

### Biblioteca de Estado de Bamberg
La Biblioteca de Estado de Bamberg se encuentra en el ala este de la Residencia.

### Museo

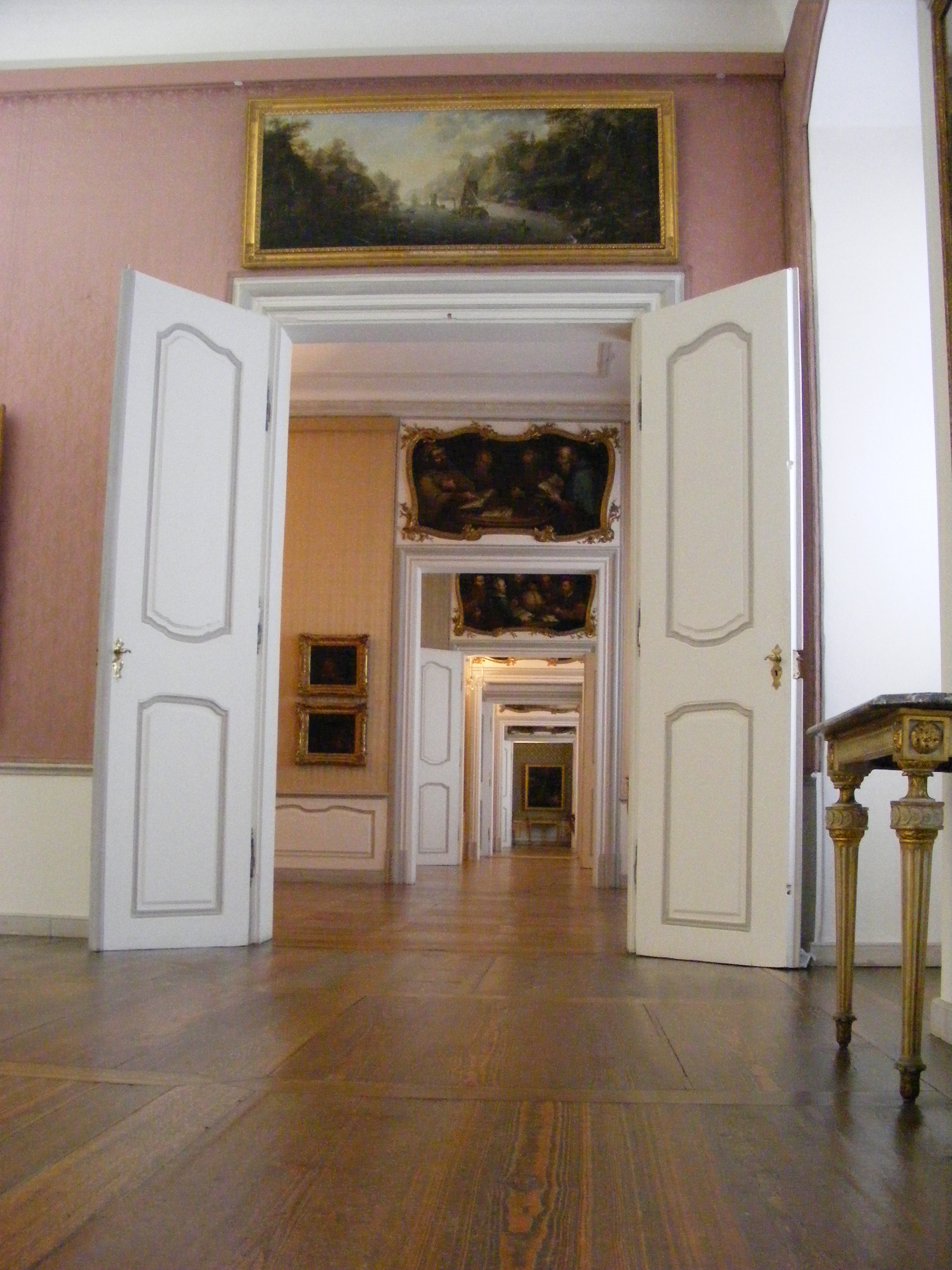
Enfilada de las salas destinadas hoy a museo

La Galería del Estado de la Residencia Nueva es un museo parte de la red de museos de Baviera, la Bayerische Staatsgemäldesammlungen [Pinacoteca del Estado Bávaro]. Entre las obras más destacadas de su colección, se encuentra El diluvio (1516) de Hans Baldung y El sacrificio de Isaac (1530) y Lucrecia (1538), de Lucas Cranach el Viejo.

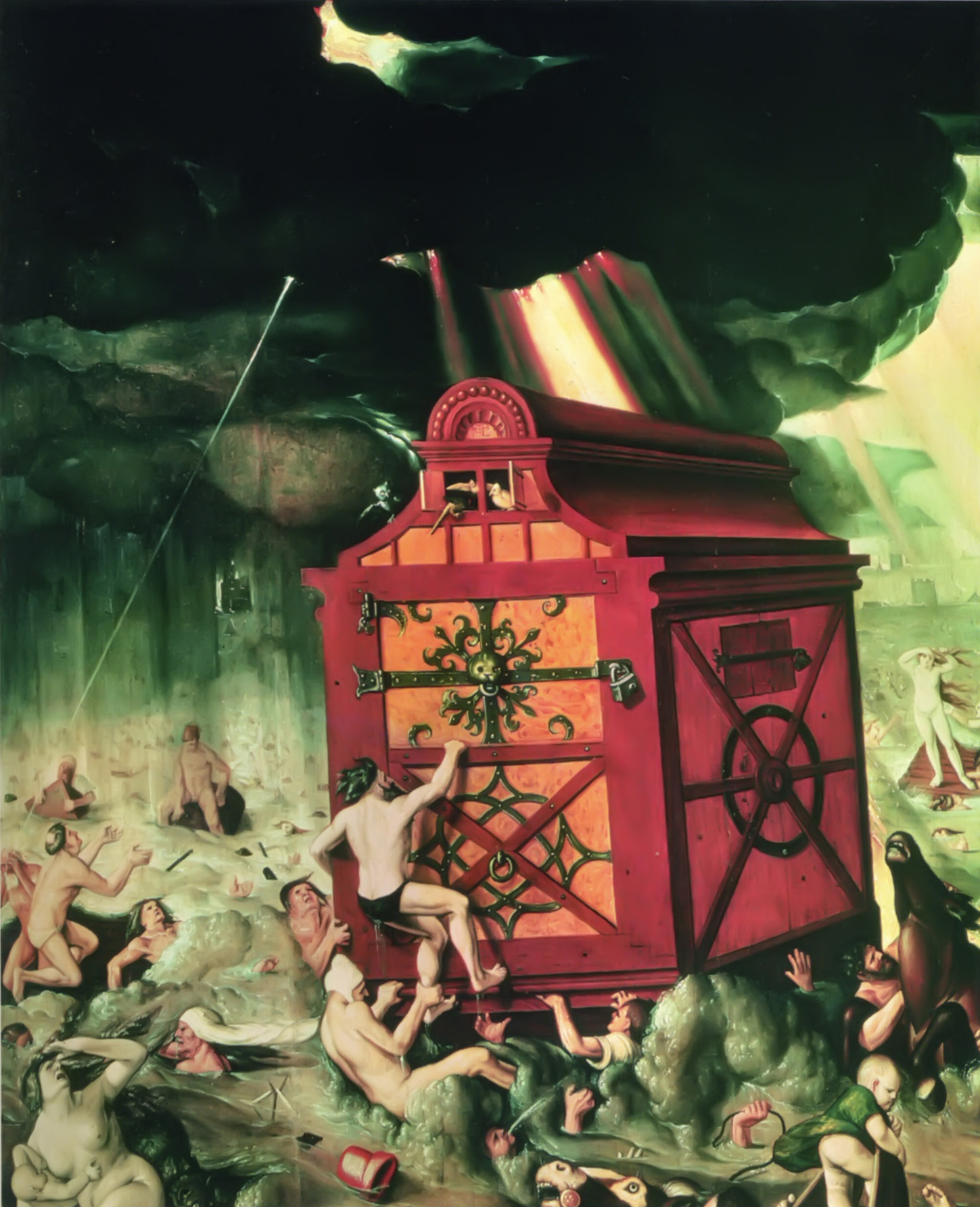
El diluvio (1516), de Hans Baldung
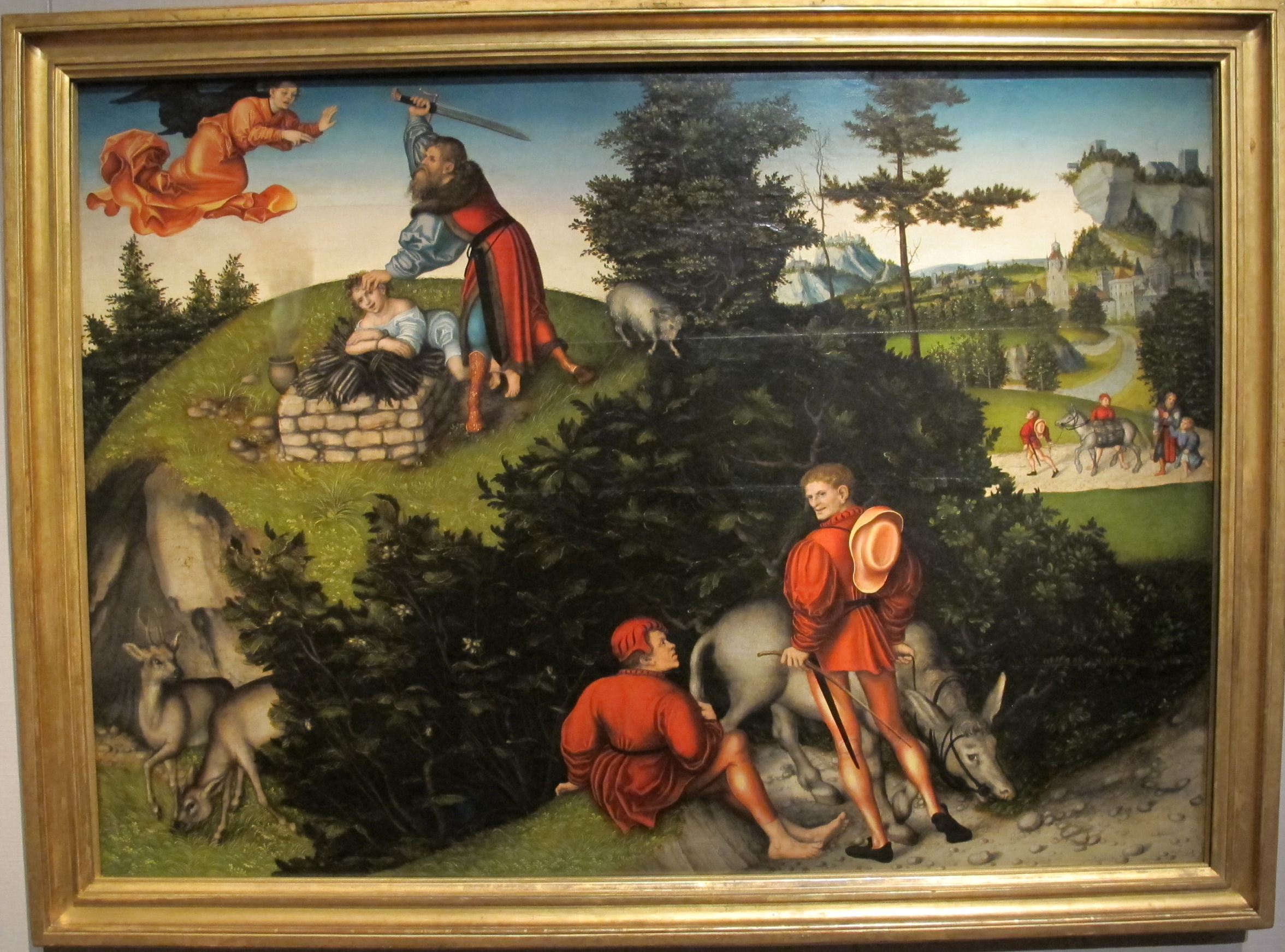
El sacrificio de Isaac (1530), de Lucas Cranach el Viejo
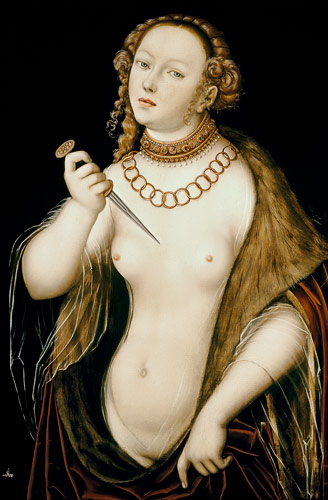
Lucrecia (1538), de Lucas Cranach el Viejo

### La rosaleda

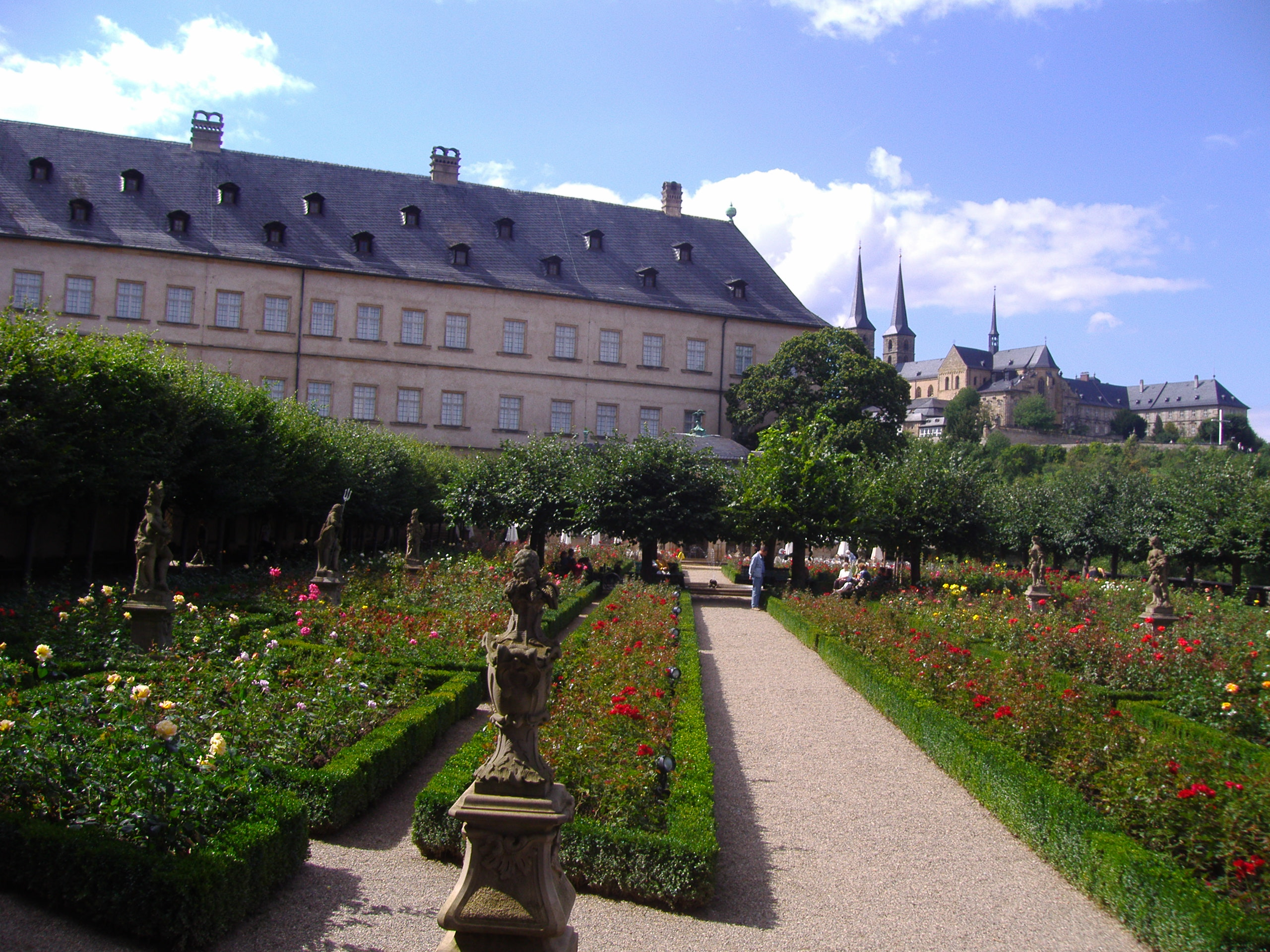
La Rosaleda de Bamberg

La Rosaleda de Bamberg ofrece a los residentes y a muchos visitantes una vista sobre la iglesia de San Miguel de Bamberg, los tejados de la ciudad y más allá el macizo del Jura. Antes de crearse la Rosaleda, en el siglo XVI había un jardín de estilo renacentista transformado en 1733 por el príncipe-obispo Friedrich-Karl de Schönborn-Buchheim en un jardín barroco según los planos de Johann Balthasar Neumann. Johann Jakob Michael Küchel le dio luego un estilo rococó. Las esculturas de Ferdinand Tietz, realizadas en 1760 y 1761, están inspiradas en la antigüedad.
Una placa en una arcada recuerda el exilio del rey Otón I de Grecia (r. 1832-1862) y de su esposa, la reina Amalia de Oldemburgo, que residieron aquí de 1867 a 1875.